# Monumento agli eroi eponimi

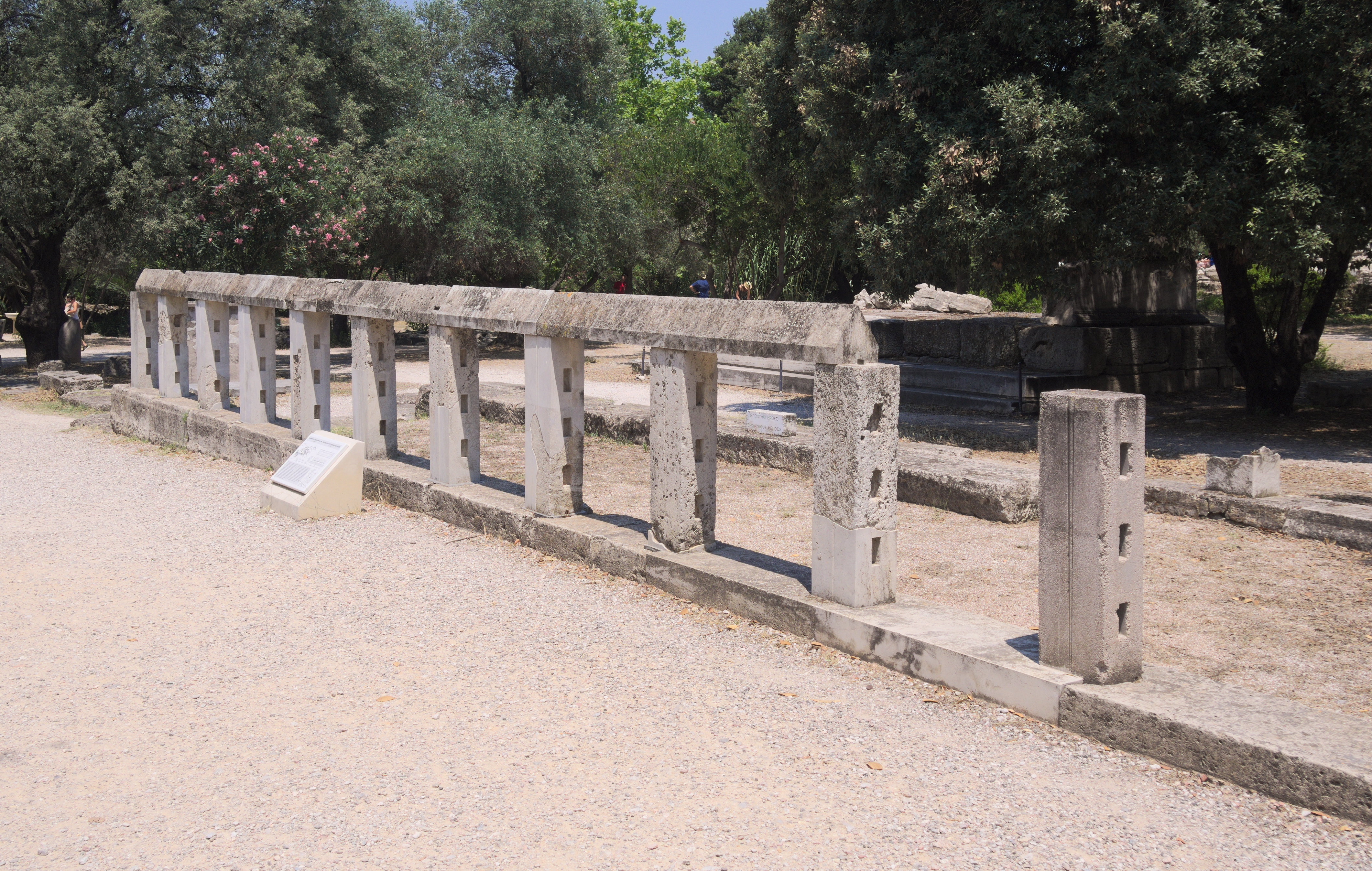
Il Monumento agli eroi eponimi oggi.

Il Monumento degli eroi eponimi, che si trova nell'antica agorà di Atene, vicino al Metroon (prima Bouleuterion), era un podio in marmo sul quale erano situate le statue in bronzo dei dieci eroi, rappresentanti delle tribù di Atene. Poiché era un importante centro informativo per gli antichi ateniesi, qui venivano esposti decreti, annunci e leggi.

## Nomi dei dieci eroi
| Eroe                                | Tribù       |
| ----------------------------------- | ----------- |
| Eretteo                             | Eretteide   |
| Egeo (padre di Teseo)               | Egeide      |
| Pandione (Pandione I o Pandione II) | Pandionide  |
| Leos                                | Leontide    |
| Acamante (figlio di Teseo)          | Acamantide  |
| Oineo                               | Eneide      |
| Cecrope II                          | Cecropide   |
| Ippotoo                             | Ippotontide |
| Aiace Telamonio                     | Aiantide    |
| Antioco (un figlio di Eracle)       | Antiochide  |